# Похокура
Похокура — газоконденсатне родовище в Тасмановому морі біля західного узбережжя Північного острова Нової Зеландії, що належить до басейну Таранакі.
Родовище виявили у 2000 році внаслідок спорудження самопідіймальною установкою «ENSCO 50» розвідувальної свердловини Pohokura-1, закладеної в районі моря з глибиною 30 метрів. На глибині у 3480 метрів вона зустріла насичені газом пласти загальною товщиною 130 метрів, з яких на тестуванні отримали приплив у 0,5 млн м3 на добу. Споруджена одразу тим же судном свердловина Pohokura-2, що була за 5 кілометрів від попередньої, виявила газонасичену колону завтовшки 115 метрів. При цьому тестування дало приплив у 0,87 (за іншими даними — 1) млн м3 газу та 2600 барелів конденсату на добу. Згодом поширення покладів уточнили за допомогою оціночних свердловин Pohokura South-1, Pohokura-3 та Pohokura South-1B.
Запаси вуглеводнів виявились пов'язаними з пісковиками еоценової формації Мангахева, що сформувались у прибережно-морських умовах.
Розробка родовища почалась у 2006 році з берегового майданчика, звідки пробурили три свердловини. У 2007-му ввели в дію другу чергу, яка включала дистанційно керовану платформу з п'ятьма свердловинами та трубопровід довжиною 7 км та діаметром 300 мм до берегової установки підготовки. Встановлення платформи та буріння її свердловин провела самопідіймальна установка «ENSCO 56». Вага опорної основи (джекету) цієї споруди становила 415 тонн, тоді як надбудова з обладнанням (топсайд) важила 165 тонн.
Для видачі товарного газу облаштували подвійну перемичку в діаметрі 450 мм до газопроводу Мауї. Конденсат транспортують по трубопроводу Похокура – Нью-Плімут.
Станом на кінець 2012 року з Похокура вже видобули 12 млрд м3 газу та 31 млн барелів конденсату, при цьому залишкові видобувні запаси оцінювались у 11,8 млрд м3 газу та 22,5 млн барелів конденсату. Фактичні запаси виявились вище і за 2013—2023 роки вилучили еквівалент 690 петаджоулів, що дорівнює 18,5 млрд м3 газу стандартної теплотворної здатності. Втім, починаючи з 2019-го триває стабільне зниження видобутку і в 2023-му він склав еквівалент лише 29 петаджоулів, що дорівнює 0,77 млрд м3 газу стандартної теплотворної здатності. Також є відомості, що в 2022 році залишкові видобувні запаси оцінювались у 7,6 млрд м3 та 5,4 млн барелів конденсату.
Родовище відкрила новозеландська Fletcher Challenge, а на стадії розробки проєктом опікувався консорціум нафтогазового гіганту Shell (52 %), австрійської OMV (26 %) та новозеландської Todd (26 %). У 2018-му OMV викупила частку Shell.